# Жупановская Сопка
Жупа́новская Со́пка — вулканический массив, расположенный в восточной части полуострова Камчатка. Состоит из четырёх перекрывающихся стратовулканов. Вулкан начал формироваться 50 тысяч лет назад: три вулкана появились в плейстоцене, четвёртый — в голоцене, который и является источником всех исторических извержений. Последнее крупное извержение вулкана произошло примерно в 800—900 годах н. э., однако происходили и небольшие извержения. С конца 18-го века известно семь извержений, последние из которых были в 2013 и 2014 годах.